# Niwchen

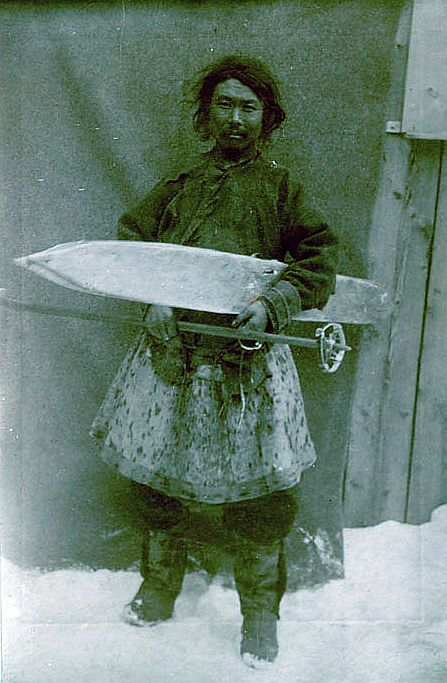
Niwche im traditionellen Rock aus „Isländer“-Seehundfell

Die Niwchen (historische russische Bezeichnung: Giljaken) zählen zu den indigenen Völkern Russlands und Japans. Historisch lebten sie in Teilen der Amur-Region, auf Teilen Sachalins und möglicherweise im nördlichen Hokkaidō.
Laut Volkszählung 2002 beträgt die Zahl ihrer Angehörigen 5.162 Menschen. Die Hälfte von ihnen bewohnt den Norden der Insel Sachalin. Nach ihnen wurden mehrere Schiffe benannt.

## Sprache
Ihre Sprache, das Niwchische, gehört ebenso wie die korjakische und ketische Sprache zu den keine genetische Einheit bildenden paläosibirischen Sprachen, einer Gruppe von isolierten Sprachen Sibiriens. Die Sprache wurde in der Ära der Sowjetunion verschriftlicht. Die bekanntesten niwchischen Schriftsteller sind Tschuner Taksami und Wladimir Sangi.
Verwandtschaften werden vor allem mit einigen indigenen Sprachfamilien Nordamerikas vermutet. Michael Fortescue vermutet eine direkte Verwandtschaft mit den Salish-Sprachen, den Wakash-Sprachen und den Chimakum-Sprachen an der Nordwestküste Nordamerikas. 2011 erweiterte Fortescue die Verwandtschaft durch die tschuktscho-kamtschadalischen Sprachen. Ähnlich sieht es der Linguist Sergei L. Nikolajew. Er erweitert Fortescues Sprachfamilie zusätzlich mit den algischen Sprachen.

## Namensherkunft
Der Name der Niwchen kommt aus dem Niwchischem Nʼivxgu (Amur) beziehungsweise Nʼiɣvŋgun (Sachalin). Er bedeutet etwa „wir“ oder „verwandte Person“.

## Geschichte
Die Niwchen, beziehungsweise deren Vorfahren werden als Ureinwohner der nördlichen Amur-Region angesehen und lebten auch in Teilen der Mandschurei und Sachalins. Sie standen in Kontakt und Handelsbeziehungen mit den frühen Han-Chinesen, den Ainu und den Japanern.
Die erste eindeutig geklärte Erwähnung durch chinesische Chroniken fand erst im 12. Jahrhundert statt. Die Chinesen nannten die damaligen Niwchen „Jílièmí“ und beschrieben ihr Land als eigenständiges Königreich mit diplomatischen Beziehungen zur Yuan-Dynastie.
Die Beziehungen zu den Ainu Japans waren generell aggressiv und kriegerisch, jedoch waren beide Seiten in Friedenszeiten gute Handelspartner.
Die Mishihase (粛填), welche von chinesischen und japanischen Quellen erwähnt wurden, waren höchstwahrscheinlich ein niwchischer Stamm. Die Mishihase hatten kriegerische Auseinandersetzungen mit den Ainu als auch mit dem Japanern. Im Jahr 660 wurden die Mishihase von den Japanern besiegt.
Die Niwchen in der Mandschurei und der Amur-Region hatten zu Beginn einen wichtigen politischen und kulturellen Stellenwert. So wird vermutet, dass das koreanische Königreich Goguryeo womöglich von einem niwchischen Clan regiert wurde, beziehungsweise Niwchen eine wichtige Position im Königreich hatten. Im Laufe der Zeit wurden die Niwchen aber von den Koreanern und Mandschu immer stärker verdrängt und verloren ihren Machtstatus.
Seit dem Jahr 1856 waren beinahe alle Regionen der Niwchen unter fremder Herrschaft. Der Großteil der Niwchen lebte nun in russischen Kolonien oder im Japanischen Kaiserreich. Die Niwchen in Russland haben heute offiziell Minderheitenrechte und eine autonome Provinz, sind aber noch immer Diskriminierung durch Russland ausgesetzt.
Die in Karafuto lebenden wurden zusammen mit den Oroken 1926 nach Otasu umgesiedelt. Sie wurden in einem genjūmin jinmeibo genannten Familienregister erfasst, was als „äußeres“ Koseki nicht die volle japanische Staatsangehörigkeit verlieh.
Seit 1990 gibt es eine monatliche Zeitung auf Niwchisch, die sich mit politischen, kulturellen und wirtschaftlichen Themen der Niwchen befasst.

## Glaubensvorstellungen

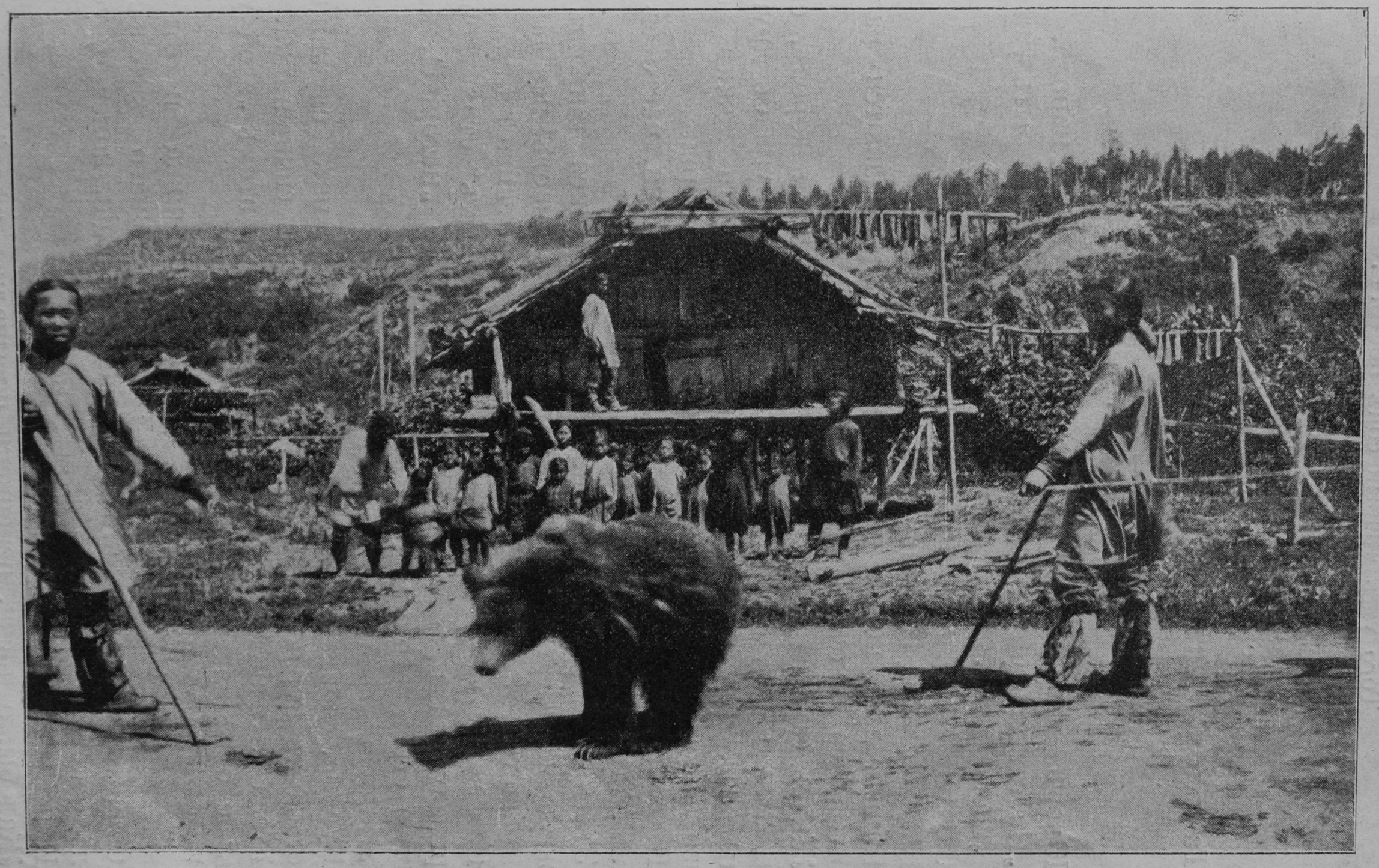
Bärenfest auf Sachalin, 1903

Die Glaubenswelt der Niwchen basierte auf dem Animismus und einem Glauben an  Geister, die überall wohnen – im Himmel, auf der Erde, im Wasser und in der Taiga. Jeder Bär galt als Sohn des Taiga-Herrschers, so dass die Jagd auf ihn mit einem Bärenkult verbunden wurde. Das Bärenfest wurde, je nach Sippe, im Januar oder Februar gefeiert. Der Bär wurde gefangen, aufgezogen und mehrere Jahre lang in einem Gehege gepflegt. Während der Feier wurde der Bär in ein spezielles Kostüm gekleidet, um die Häuser geführt und mit geschnitzten Holzwerkzeugen behandelt. Danach wurde das Tier mit einem Schuss aus dem Bogen geopfert. Eine Schale wurde auf den Kopf des getöteten Bären gestellt, um ihn zu „behandeln“. Dann wurde der Bär nach vielen Regeln gehäutet. Der Ethnograph Tomasz Augustynowicz beschrieb als einer der Ersten detailliert das Bärenfest.
Im Gegensatz zu anderen Völkern am Amur verbrannten die Niwchen ihre Toten unter rituellen Klageliedern auf einem riesigen Lagerfeuer in der Taiga und praktizierten in alten Zeiten den Ritus der Himmelsbestattung.

## Heutige Lebensweise

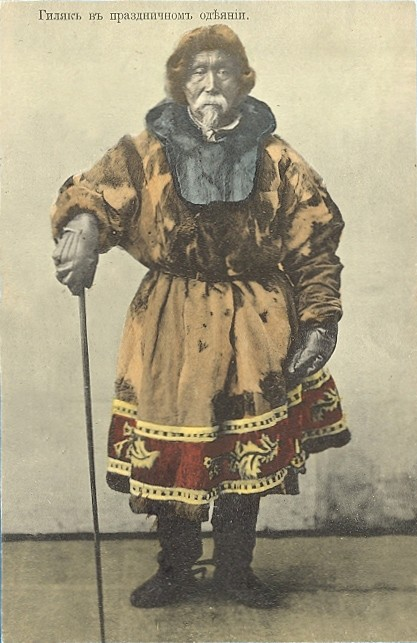
Niwche im Rock aus Sattelrobbenfell

Die über viele Jahrhunderte währende russische Einflussnahme auf die Niwchen und andere kleine Völker Sibiriens hat kulturell zu einer weitgehenden Russifizierung geführt. Demgegenüber hat jedoch bereits die Sowjetunion 1989 weitreichende Maßnahmen beschlossen, um diesen Prozess zu stoppen, beziehungsweise umzukehren: So wurden muttersprachliche Schulklassen eingerichtet, um die Sprache zu erhalten. Lehrprogramme für Rentierhaltung, Jagd und Pelztierzucht wurden eingeleitet. Diese Gesetze wurden nach dem Zusammenbruch der Sowjetunion vom russischen Staat im Dezember 1991 übernommen.
Bei der Volkszählung 2010 gaben 4652 Menschen an, Niwchen zu sein. Die größte Gruppe der Niwchen lebt im Ort Nekrasowka auf Sachalin.
Ein Teil der Niwchen betreibt Rentierhaltung mit saisonalem Wohnortwechsel, jedoch weitgehend sesshaft ohne Nomadismus. Die wichtigste Lebensgrundlage ist der Fischfang. Die früher bedeutsame Pelztierzucht ist durch den wirtschaftlichen Niedergang weitgehend zum Erliegen gelangt. Auch die Jagd auf Meeressäuger wird praktiziert.
Die größte Gefahr für die traditionellen Wirtschaftsweisen der Niwchen geht derzeit von den Offshore-Ölförderprojekten Sachalin I (USA, Japan, Indien, Russland) und Sachalin II (Russland, USA, Japan) aus. Diese hatten schon mehrfach ein massenhaftes Fischsterben verursacht. Seit Beginn des Jahres 2005 haben die Niwchen daher gemeinsam mit anderen indigenen Völkern Sachalins mehrere gewaltfreie Protestwellen gegen die Ölkonzerne abgehalten.
Der gewählte Vertreter der Niwchen, Alexej Limanso, war 2005 als Gast des infoe e. V. zu Gast in Deutschland und den Niederlanden.